# Regionalwahl in den Marken 1975
Die Regionalwahl in den Marken 1975 fand am 15. und 16. Juni statt.

## Wahlergebnis
| Listen            | Listen                                        | Stimmen   | %    | Mandate |
| ----------------- | --------------------------------------------- | --------- | ---- | ------- |
|                   | Partito Comunista Italiano                    | 350.018   | 36,9 | 15      |
|                   | Democrazia Cristiana                          | 346.092   | 36,5 | 16      |
|                   | Partito Socialista Italiano                   | 92.958    | 9,8  | 4       |
|                   | Partito Socialista Democratico Italiano       | 50.666    | 5,3  | 2       |
|                   | Movimento Sociale Italiano – Destra Nazionale | 42.122    | 4,4  | 1       |
|                   | Partito Repubblicano Italiano                 | 32.595    | 3,4  | 1       |
|                   | Partito di Unità Proletaria per il Comunismo  | 20.122    | 2,1  | 1       |
|                   | Partito Liberale Italiano                     | 14.605    | 1,5  | –       |
| Gesamt            | Gesamt                                        | 949.178   | 100  | 40      |
|                   |                                               |           |      |         |
| Ungültige Stimmen | Ungültige Stimmen                             | 38.804    | 3,9  |         |
| Wähler            | Wähler                                        | 987.982   | 94,8 |         |
| Wahlberechtigte   | Wahlberechtigte                               | 1.042.407 |      |         |